# Berberidopsidales
Classification APG II (2003)
Classification APG III (2009)
Ordre
Les Berberidopsidales sont un ordre de plantes à fleurs dicotylédones introduit par le Angiosperm Phylogeny Website qui comprend les familles des Aextoxicaceae et des Berberidopsidaceae.
Ces familles étaient placées par la classification phylogénétique APG II (2003) à la base du Noyau des Dicotylédones vraies (core eudicots ou core eudicotyledons), c'est-à-dire sans ordre.
Sa validité a été confirmée par la classification phylogénétique APG III (2009).